# Hinnerk Baumgarten

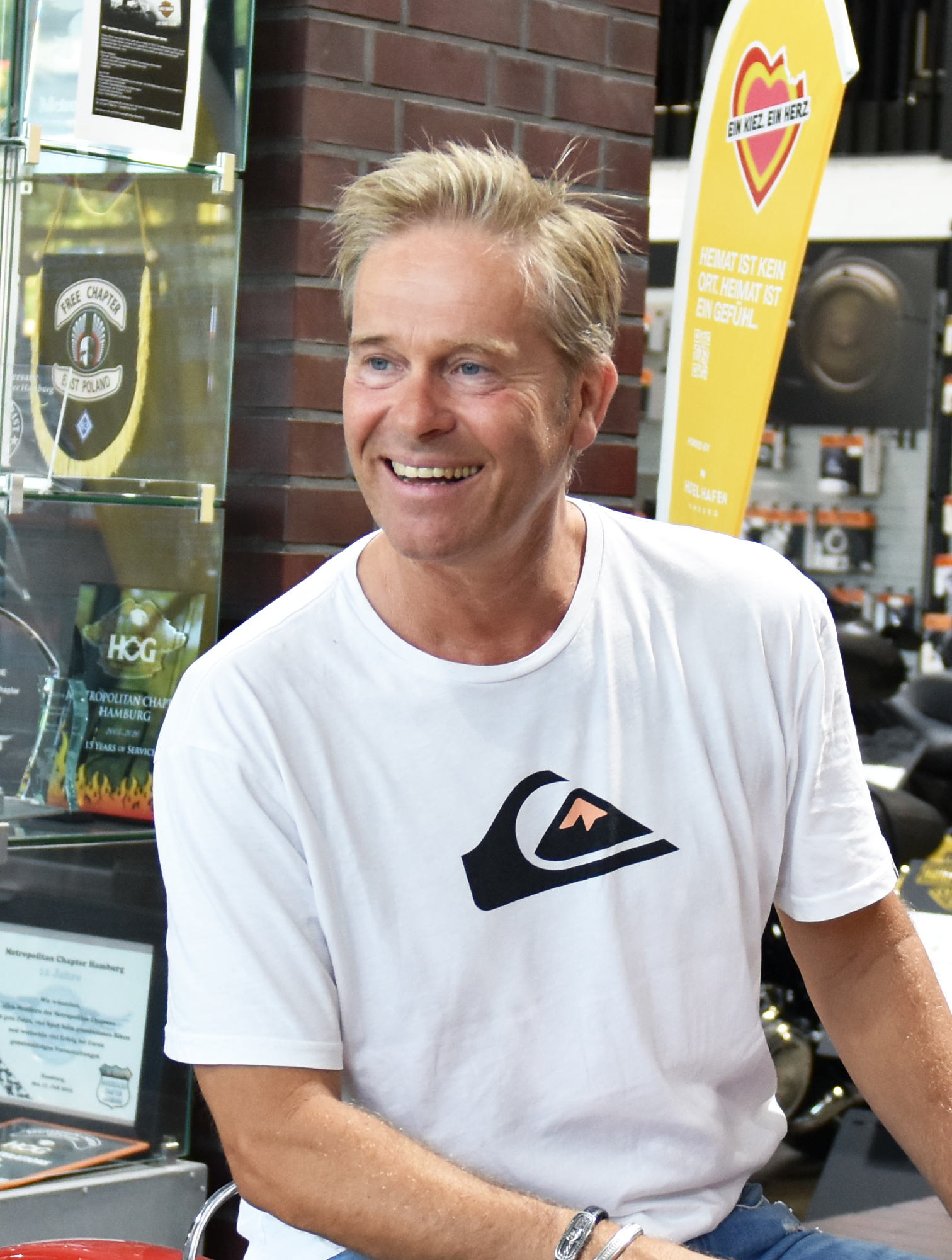
Hinnerk Baumgarten (2024)

Hinnerk Baumgarten (* 5. Januar 1968 in Hannover) ist ein deutscher Radio- und Fernsehmoderator.

## Leben
Von 1997 bis 2004 moderierte Baumgarten die Morgensendung bei Hitradio Antenne Niedersachsen. Im Jahr 2004 wechselte er zum NDR Fernsehen in Hannover und moderierte dort von 2004 bis 2006 die Sendung Hallo Niedersachsen, zudem bis 2007 die Sendung Lust auf Norden.
Nach einem Wechsel innerhalb des NDR nach Hamburg gehört er seit 2006 zum festen Moderations-Team der TV-Talkshow DAS! Vom 1. September 2008 bis 4. Dezember 2020 war Baumgarten außerdem Moderator beim Radiosender NDR 2. Bis September 2016 gestaltete er im Wechsel mit Elke Wiswedel den NDR2-Nachmittag, ab September 2016 war er regelmäßig im NDR2-Vormittag zu hören. 2012 moderierte Baumgarten den Tag der Norddeutschen, eine 18-stündige Dokumentation mit Live-Anteilen. Weiterhin moderiert er das NDR-Format Echt Was Los, wo in Live-Sendungen Events wie den Hafengeburtstag Hamburg, Cruisedays, Feuerwerkswettbewerb Herrnhausen, Werner-Das Rennen 2018 u. ä. gezeigt werden.
Für bundesweite Schlagzeilen sorgte im Jahre 2013 ein Interview auf dem Roten Sofa mit der Schauspielerin Katja Riemann, wo es offensichtlich zu Spannungen zwischen der Schauspielerin und dem Moderator kam.
In 2017 wurde bekannt, dass Baumgarten auf Mallorca bewusstlos getreten worden war, nachdem er zwei betrunkene deutsche Urlauber kritisiert hatte, die am Ballermann von einer Mauer auf den Strand urinierten.
2018 wurde Baumgarten nach einem verbalen Zwischenfall gegenüber seiner Kollegin Heike Götz von seinem Sender NDR verwarnt.
Baumgarten ist Mit-Herausgeber des Golfmagazins Golf’N’Style und des dazugehörigen Podcasts grün&saftig.

## Privat
Hinnerk Baumgarten ist Vater einer erwachsenen Tochter und lebt in Hamburg. In seiner Freizeit fährt er Motorrad und spielt Golf.

## Veröffentlichungen
- Younger sän ewer. Da geht noch was! Edel Books, Hamburg 2022, ISBN 978-3-8419-0796-7